# Gager
Gager er en kommune i Landkreis Rügen, på øen Rügen i den tyske delstat Mecklenburg-Vorpommern.
I kommunen ligger landsbyen Groß Zicker, på sydsiden af de såkaldte "Zickerschen Alpen" Diese tørre bakker er en del af Biosfærereservatet Sydøst-Rügen.